# اتصال کوتاه (فیلم ۱۹۴۳)
اتصال کوتاه (ایتالیایی: Cortocircuito) فیلمی ایتالیایی در سبک دلهره‌آور به کارگردانی جاکومو جنتیلومو است که در سال ۱۹۴۳ منتشر شد. این یکی از چندین فیلمی‌ست که پیش‌درآمدی بر سبک جالو در نظر گرفته می‌شوند.

## کتابشناسی
- Moliterno, Gino. A to Z of Italian Cinema. Scarecrow Press, 2009.